# 高岡ガス
高岡ガス株式会社（たかおかガス）は、富山県高岡市に本社を置くガス事業者である。

## 供給区域
- 高岡市

## 歴史
特記なき記述は公式サイトの企業情報による。
- 1893年（明治26年）4月 - 高岡紡績株式会社設立。6代目菅野伝右衛門が社長に就任。
- 1903年（明治36年）4月 - 高岡紡績の電灯部を独立させ、高岡電灯株式会社設立。7代目菅野伝右衛門が社長に就任。
- 1910年（明治43年）7月 - 7代目菅野伝右衛門ら7名が高岡市にガス管敷設のため道路・河川敷地使用許可を得る。
- 1913年（大正2年）4月 - 7代目菅野伝右衛門他13名の有志が石炭瓦斯供給事業の事業許可を得る。
- 1914年（大正3年）
  - 4月4日 - 資本金65,000円で高岡瓦斯株式会社を設立。
  - 6月 - 第1回定時株主総会を高岡商業会議所で開催。初代社長に石井太吉が就任。
- 1948年（昭和23年）7月 - 千保川の増水により工場内一部浸水。
- 1953年（昭和28年）
  - 4月 - 創立40周年記念式典を挙行。
  - 9月 - 千保川の増水で工場が浸水被害。
- 1960年（昭和35年）8月 - LPガス販売の兼業許可を受け、日本海石炭株式会社と共同で販売開始。
- 1963年（昭和38年）12月 - 創立50周年記念式典を挙行。
- 1968年（昭和43年）4月 - 液化石油ガス販売事業の許可を得る（富山県販第388号）。
- 1971年（昭和46年）7月2日 - 日本海瓦斯（現・日本海ガス）株式会社と業務提携し[2]、同社よりガスの卸売供給を受けることで合意。
- 1972年（昭和47年）3月 - 富山-高岡間のパイプライン（日本海1号線）完成。
- 1988年（昭和63年）4月 - 商号を高岡瓦斯株式会社から高岡ガス株式会社に変更。
- 1990年（平成2年）3月 - LPガス部門を分離独立し、株式会社高岡ガスサービスを設立。
- 1994年（平成6年）4月 - 創立80周年を記念し、ショールームを備えた新社屋を新築。
- 1995年（平成7年）2月 - 阪神・淡路大震災の被災地へ都市ガス復旧応援隊を派遣。
- 2001年（平成13年）10月 - 富山-高岡間のパイプライン（日本海2号線）完成。
- 2003年（平成15年）12月 - 株式会社高岡ガスサービスが北国株式会社（富山市のLPガス事業者）と資本提携。
- 2005年（平成17年）4月 - 「高岡ガス90年史」を発刊。
- 2006年（平成18年）10月 - 大口供給を開始。
- 2007年（平成19年）4月 - 本社隣にショールーム「ガストピアたかおか」を開設。
- 2010年（平成22年）7月 - 北国株式会社が株式会社北国エネルギーに社名変更。
- 2013年（平成25年）2月 - 株式会社北国エネルギーの太陽光発電所「ソーラーパーク40」が稼働開始。
- 2014年（平成26年）4月 - 創立100周年記念式典・祝賀会を挙行。
- 2015年（平成27年）12月 - 「高岡ガス100周年記念史」を発刊。
- 2017年（平成29年）4月 - ガス小売事業登録。
- 2019年（令和元年）6月 - 主要導管（二上-長慶寺線）完成。

## グループ会社
- 株式会社高岡ガスサービス
- 株式会社北国エネルギー